# Leptomyrmex erythrocephalus

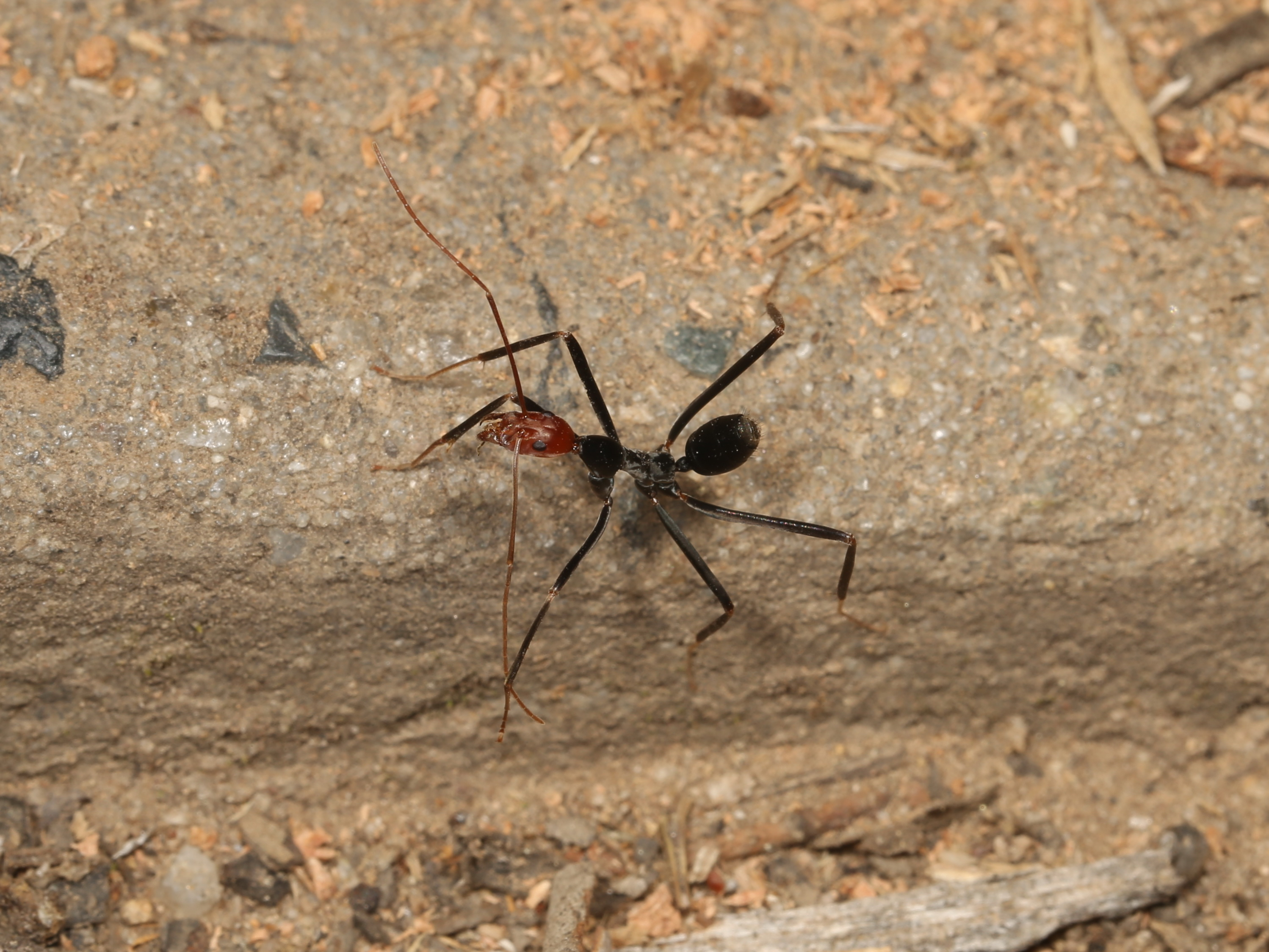
Leptomyrmex erythrocephalus

Leptomyrmex erythrocephalus (лат.) — вид муравьёв рода Leptomyrmex из подсемейства долиходерины (Dolichoderinae, Leptomyrmecini). Эндемик восточной Австралии (Квинсленд, Новый Южный Уэльс). Отмечен во влажных склерофиллах, сухих склерофиллах, тропических лесах, галерейных тропических лесах и прибрежных кустарниках. Гнёзда располагаются в земле, под камнями, в почве у основания деревьев, под брёвнами или в них.

## Описание
Муравьи с очень длинными ногами и антеннами, тело тонкое. Длина тела 7,5—9 мм. Ширина головы 1,31—1,47 мм (длина 2,17—2,41 мм); длина груди 4,20—4,64 мм. Типичная окраска — чёрное тело с контрастной рыжевато-бурой головой, усиками и лапками. В северной половине ареала (> 100 км вглубь материка) некоторые особи становятся изменчивыми в окраске, с чёрной головой и/или переменным количеством чёрного и рыжевато-бурого цвета на мезосоме. Голова сильно вытянутая (почти вдвое длиннее своей ширины). Усики рабочих 12-члениковые (у самцов антенны состоят из 13 сегментов). Жвалы рабочих примерно с 15 зубцами. Нижнечелюстные щупики 6-члениковые, нижнегубные щупики состоят из 4 сегментов. Голени средних и задних ног с одной апикальной шпорой. Стебелёк между грудью и брюшком состоит из одного сегмента (петиоль).

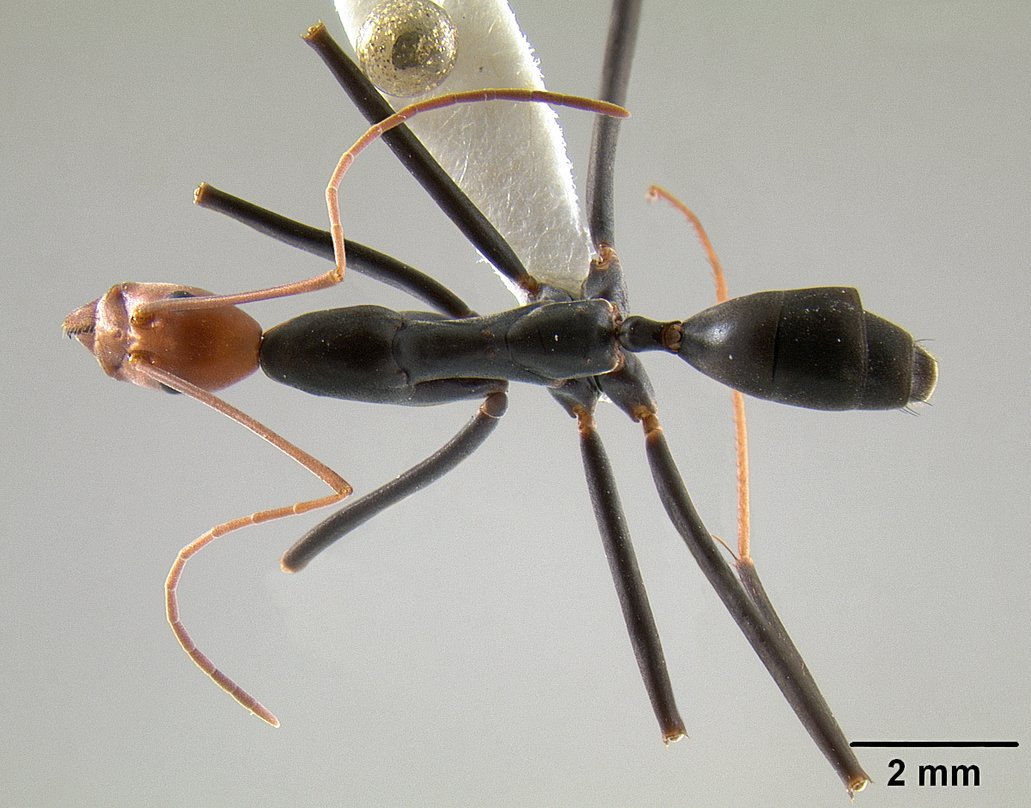
Вид сверху
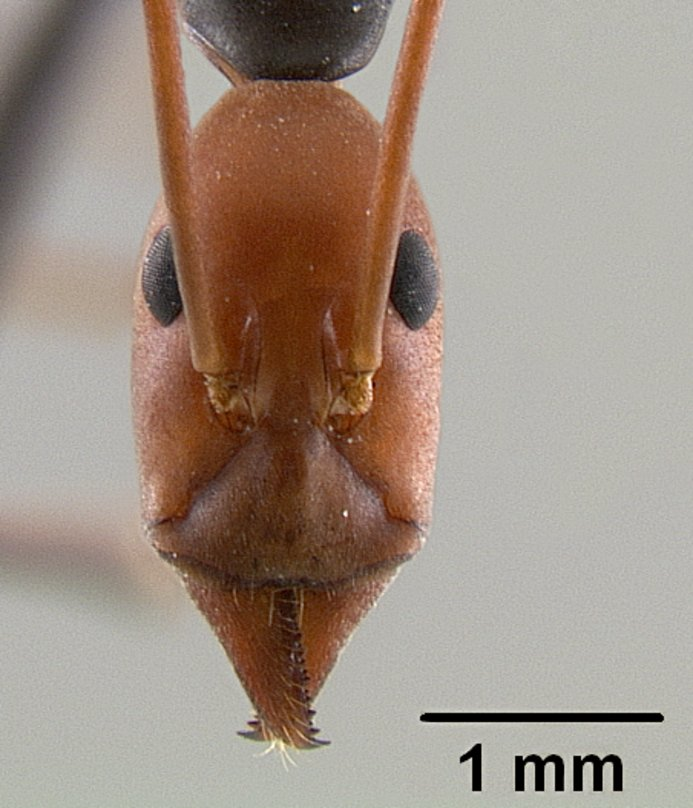
Голова
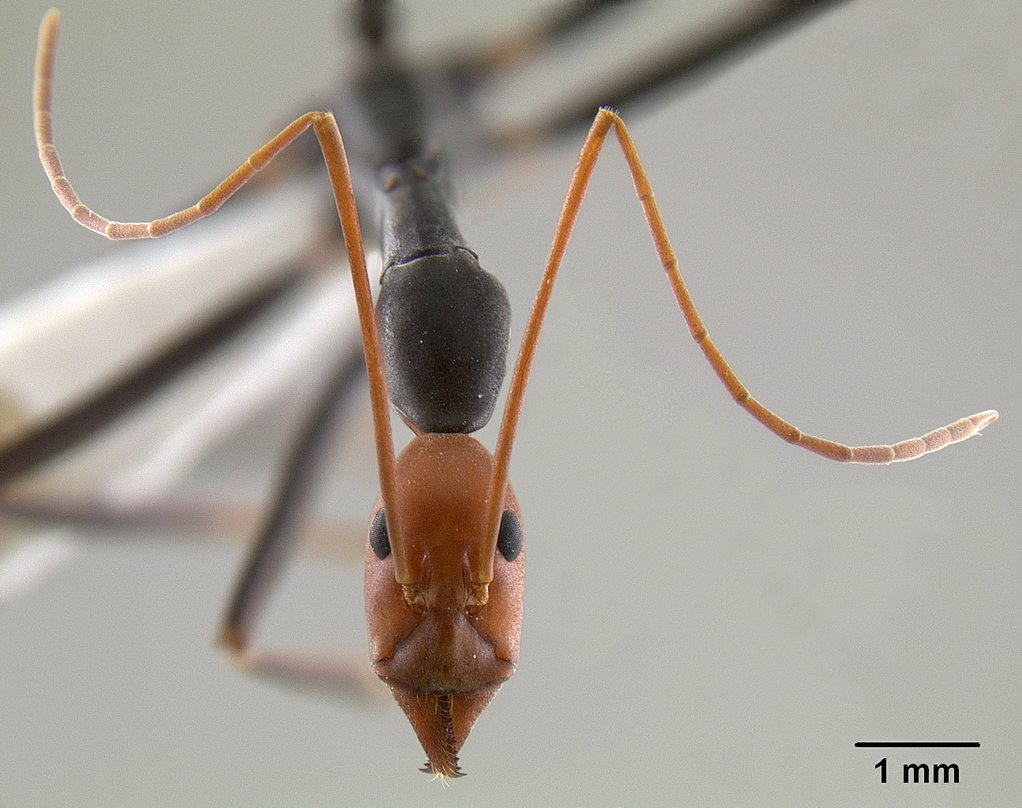
Голова и усики

## Таксономия
Вид был впервые описан в 1775 году энтомологом Иоганном Фабрицием под названием Formica erythrocephala Fabricius, 1775. Австрийский мирмеколог Густав Майр в 1862 году впервые включил его в состав рода Leptomyrmex. Таксон относят к подгруппе крупных «макро»-Leptomyrmex.